# Albo d'oro del campionato italiano femminile di calcio
Di seguito le squadre vincitrici del titolo di campione d'Italia.

## Albo d'oro
| Edizione  | Federazione organizzatrice | Campione d'Italia (1º posto)             | 2º posto                     | 3º posto                  |
| --------- | -------------------------- | ---------------------------------------- | ---------------------------- | ------------------------- |
| 1968      | FICF                       | Genova (1º titolo)                       | Roma                         | Real Torino e Cagliari    |
| 1968      | UISP                       | Bologna (1º titolo)                      | Abano Milano                 | Inter Vimodrone           |
| 1969      | FICF                       | ACF Roma (1º titolo)                     | Genova                       | Ambrosiana Snia           |
| 1969      | UISP                       | Bologna (2º titolo)                      | Lazio                        | ignoto                    |
| 1970      | FFIGC                      | Gommagomma Meda (1º titolo)              | Brevetti Gabbani Piacenza    | Genova                    |
| 1970      | FICF                       | Real Torino (1º titolo)                  | ignoto                       | ignoto                    |
| 1971      | FFIGC                      | Brevetti Gabbiani Piacenza (1º titolo)   | Roma                         | ACF Juventus              |
| 1971      | FICF                       | Real Juventus (1º titolo)                | Real Torino                  | Ambrosiana Milano         |
| 1972      | FFIUAGC                    | Gamma 3 Padova (1º titolo)               | Brevetti Gabbani Piacenza    | ACF Juventus              |
| 1973      | FFIGC                      | Gamma 3 Padova (2º titolo)               | Falchi Astro Torino          | Capellini Mobili Piacenza |
| 1973      | FICF                       | Milano (2º titolo)                       | ignoto                       | ignoto                    |
| 1974      | FFIUGC                     | Falchi Astro Montecatini (1º titolo)     | Gamma 3 Padova               | Lazio Lubiam              |
| 1975      | FIGCF                      | Milan (3º titolo)                        | Gamma 3 Padova               | Lazio Lubiam              |
| 1976      | FIGCF                      | Valdobbiadene (1º titolo)                | GBC Milan                    | ACF Juventus              |
| 1977      | FIGCF                      | Diadora Valdobbiaddene (2º titolo)       | Gamma 3 Padova               | GBC Milan                 |
| 1978      | FIGCF                      | Jolly Catania (1º titolo)                | Lazio Lubiam                 | Conegliano                |
| 1979      | FIGCF                      | Lazio Lubiam (1º titolo)                 | Conegliano                   | Jolly Catania             |
| 1980      | FIGCF                      | Lazio 1975 Lubiam (2º titolo)            | Gorgonzola                   | Milan                     |
| 1981      | FIGCF                      | Alaska Gelati Lecce (1º titolo)          | Lazio 1975                   | Gorgonzola                |
| 1982      | FIGCF                      | Alaska Gelati Lecce (2º titolo)          | Gorgonzola                   | Marmi Trani 80            |
| 1983      | FIGCF                      | Alaska Gelati Lecce (3º titolo)          | Marmi Trani 80               | Piacenza                  |
| 1984      | FIGCF                      | Alaska Trani 80 (1º titolo)              | R.O.I. Lazio                 | Giolli Gelati Roma        |
| 1985      | FIGCF                      | Sanitas Trani 80 (2º titolo)             | R.O.I. Lazio                 | RIAC Fiammamonza          |
| 1985-1986 | FIGCF                      | Despar Trani 80 (3º titolo)              | Ritt Jeans Verona            | Giugliano                 |
| 1986-1987 | FIGC-LND                   | Lazio (3º titolo)                        | Despar Trani 80              | RIAC Fiammamonza          |
| 1987-1988 | FIGC-LND                   | Lazio (4º titolo)                        | Trani 80 BKV                 | G.B. Casa Giugliano       |
| 1988-1989 | FIGC-LND                   | Campania G.B. Giugliano (1º titolo)      | Reggiana Refrattari Zambelli | Prato Wonder              |
| 1989-1990 | FIGC-LND                   | Reggiana Refrattari Zambelli (1º titolo) | Giugliano Campania           | Lazio                     |
| 1990-1991 | FIGC-LND                   | Reggiana Refrattari Zambelli (2º titolo) | Lazio                        | Endas Azzurra Turris      |
| 1991-1992 | FIGC-LND                   | Milan Salvarani (1º titolo)              | Reggiana Refrattari Zambelli | Lazio                     |
| 1992-1993 | FIGC-LND                   | Reggiana Refrattari Zambelli (3º titolo) | Milan Salvarani              | G.E.A.S.                  |
| 1993-1994 | FIGC-LND                   | Torres Fo.S. (1º titolo)                 | Torino                       | Agliana                   |
| 1994-1995 | FIGC-LND                   | Agliana (1º titolo)                      | Torres Fo.S.                 | Lugo                      |
| 1995-1996 | FIGC-LND                   | Verona Gunther (1º titolo)               | Agliana                      | Torino                    |
| 1996-1997 | FIGC-LND                   | Modena (1º titolo)                       | Torres Fo.S.                 | Torino                    |
| 1997-1998 | FIGC-LND                   | Modena (2º titolo)                       | Cascine Vica                 | Pisa                      |
| 1998-1999 | FIGC-LND                   | Milan (4º titolo)                        | Torres Fo.S.                 | Lazio                     |
| 1999-2000 | FIGC-LND                   | Torres Fo.S. (2º titolo)                 | Milan                        | Pisa                      |
| 2000-2001 | FIGC-LND                   | Torres Fo.S. (3º titolo)                 | Foroni                       | Ruco Line Lazio           |
| 2001-2002 | FIGC-LND                   | Ruco Line Lazio (5º titolo)              | Foroni                       | Bardolino                 |
| 2002-2003 | FIGC-LND                   | Foroni Verona (1º titolo)                | Lazio Enterprise             | Torres Terra Sarda        |
| 2003-2004 | FIGC-LND                   | Foroni Verona (2º titolo)                | Torres Terra Sarda           | Milan                     |
| 2004-2005 | FIGC-LND                   | Poliplast Bardolino Verona (1º titolo)   | Torres Terra Sarda           | Torino                    |
| 2005-2006 | FIGC-LND                   | Fiammamonza (1º titolo)                  | Bardolino Verona Senini      | Torino                    |
| 2006-2007 | FIGC-LND                   | Bardolino Verona (2º titolo)             | Torino                       | Fiammamonza               |
| 2007-2008 | FIGC-LND                   | Centropose Bardolino Verona (3º titolo)  | Eurospin Torres              | Fiammamonza               |
| 2008-2009 | FIGC-LND                   | Bardolino Verona (4º titolo)             | Torres                       | Graphistudio Tavagnacco   |
| 2009-2010 | FIGC-LND                   | Torres (4º titolo)                       | Bardolino Verona             | Graphistudio Tavagnacco   |
| 2010-2011 | FIGC-LND                   | Torres (5º titolo)                       | Graphistudio Tavagnacco      | Brescia                   |
| 2011-2012 | FIGC-LND                   | Torres (6º titolo)                       | Bardolino Verona             | Graphistudio Tavagnacco   |
| 2012-2013 | FIGC-LND                   | Torres (7º titolo)                       | Graphistudio Tavagnacco      | Brescia                   |
| 2013-2014 | FIGC-LND                   | Brescia (1º titolo)                      | Torres                       | Graphistudio Tavagnacco   |
| 2014-2015 | FIGC-LND                   | AGSM Verona (5º titolo)                  | Brescia                      | Mozzanica                 |
| 2015-2016 | FIGC-LND                   | Brescia (2º titolo)                      | AGSM Verona                  | Fiorentina                |
| 2016-2017 | FIGC-LND                   | Fiorentina (1º titolo)                   | Brescia                      | AGSM Verona               |
| 2017-2018 | FIGC-LND                   | Juventus (1º titolo)                     | Brescia                      | Tavagnacco                |
| 2018-2019 | FIGC                       | Juventus (2º titolo)                     | Fiorentina                   | Milan                     |
| 2019-2020 | FIGC                       | Juventus (3º titolo)                     | Fiorentina                   | Milan                     |
| 2020-2021 | FIGC                       | Juventus (4º titolo)                     | Milan                        | Sassuolo                  |
| 2021-2022 | FIGC                       | Juventus (5º titolo)                     | Roma                         | Milan                     |
| 2022-2023 | FIGC                       | Roma (1º titolo)                         | Juventus                     | Milan                     |
| 2023-2024 | FIGC                       | Roma (2º titolo)                         | Juventus                     | Fiorentina                |
| 2024-2025 | FIGC                       | Juventus (6º titolo)                     | Inter                        | Roma                      |

## Statistiche

### Titoli per squadra
| Squadra                             | Titoli | Anni                                                                        |
| ----------------------------------- | ------ | --------------------------------------------------------------------------- |
| Torres                              | 7      | 1993-1994, 1999-2000, 2000-2001, 2009-2010, 2010-2011, 2011-2012, 2012-2013 |
| Juventus                            | 6      | 2017-2018, 2018-2019, 2019-2020, 2020-2021, 2021-2022, 2024-2025            |
| Lazio CF                            | 5      | 1979, 1980, 1986-1987, 1987-1988, 2001-2002                                 |
| Verona Women                        | 5      | 2004-2005, 2006-2007, 2007-2008, 2008-2009, 2014-2015                       |
| ACF Milan                           | 4      | 1970 (FFIGC), 1973 (FICF), 1975, 1998-1999                                  |
| Alaska Lecce                        | 3      | 1981, 1982, 1983                                                            |
| Trani 80                            | 3      | 1984, 1985, 1985-1986                                                       |
| Reggiana                            | 3      | 1989-1990, 1990-1991, 1992-1993                                             |
| Bologna CF                          | 2      | 1968 (UISP), 1969 (UISP)                                                    |
| Gamma 3 Padova                      | 2      | 1972, 1973                                                                  |
| Diadora Valdobbiadene               | 2      | 1976, 1977                                                                  |
| Modena                              | 2      | 1996-1997, 1997-1998                                                        |
| Foroni Verona                       | 2      | 2002-2003, 2003-2004                                                        |
| Brescia                             | 2      | 2013-2014, 2015-2016                                                        |
| Roma                                | 2      | 2022-2023, 2023-2024                                                        |
| Genova                              | 1      | 1968 (FICF)                                                                 |
| Roma CF                             | 1      | 1969 (FICF)                                                                 |
| Real Torino                         | 1      | 1970 (FICF)                                                                 |
| Brevetti Gabbiani Piacenza          | 1      | 1971 (FFIGC)                                                                |
| Real Juventus                       | 1      | 1971 (FICF)                                                                 |
| Falchi Astro Montecatini            | 1      | 1974                                                                        |
| Jolly Componibili Cutispoti Catania | 1      | 1978                                                                        |
| G.B. Giugliano Campania             | 1      | 1988-1989                                                                   |
| Milan 82 Salvarani                  | 1      | 1991-1992                                                                   |
| Agliana                             | 1      | 1994-1995                                                                   |
| Verona Gunther                      | 1      | 1995-1996                                                                   |
| Fiamma Monza                        | 1      | 2005-2006                                                                   |
| Fiorentina                          | 1      | 2016-2017                                                                   |

### Titoli per città
| Città                      | Titoli | Squadre vincenti                                       |
| -------------------------- | ------ | ------------------------------------------------------ |
| Verona                     | 8      | AGSM Verona (5), Foroni Verona (2), Verona Gunther (1) |
| Roma                       | 8      | Lazio CF (5), Roma CF (1), Roma (2)                    |
| Torino                     | 8      | Real Torino (1), Real Juventus (1), Juventus (6)       |
| Sassari                    | 7      | Torres (7)                                             |
| Milano                     | 5      | ACF Milan (4), Milan 82 (1)                            |
| Lecce                      | 3      | Alaska Gelati Lecce (3)                                |
| Trani                      | 3      | Trani 80 (3)                                           |
| Reggio Emilia              | 3      | Reggiana (3)                                           |
| Bologna                    | 2      | Bologna (2)                                            |
| Padova                     | 2      | Gamma 3 Padova (2)                                     |
| Valdobbiadene (TV)         | 2      | Diadora Valdobbiadene (2)                              |
| Modena                     | 2      | Modena (2)                                             |
| Brescia                    | 2      | Brescia (2)                                            |
| Genova                     | 1      | Genova (1)                                             |
| Piacenza                   | 1      | Piacenza (1)                                           |
| Montecatini Terme (PT)     | 1      | Falchi Astro Montecatini (1)                           |
| Catania                    | 1      | Jolly Componibili Cutispoti Catania (1)                |
| Giugliano in Campania (NA) | 1      | Campania G.B. (1)                                      |
| Agliana (PT)               | 1      | Agliana (1)                                            |
| Monza                      | 1      | Fiammamonza (1)                                        |
| Firenze                    | 1      | Fiorentina (1)                                         |

### Titoli per regione
| Regione        | Titoli | Squadre che hanno vinto                                                                                      |
| -------------- | ------ | --- |
| Veneto         | 12     | Bardolino (4), Gamma 3 Padova (2), Valdobbiadene (2), Foroni Verona (2), Verona Gunther (1), AGSM Verona (1) |
| Emilia-Romagna | 8      | Bologna (2), Piacenza (1), Reggiana (3), Modena (2)                                                          |
| Lombardia      | 8      | Milan (4), Milan 82 (1), Brescia (2), Fiammamonza (1)                                                        |
| Lazio          | 8      | Lazio CF (5), Roma CF (1), Roma (2)                                                                          |
| Piemonte       | 8      | Real Torino (1), Real Juventus (1), Juventus (6)                                                             |
| Sardegna       | 7      | Torres (7)                                                                                                   |
| Puglia         | 6      | Alaska Gelati Lecce (3), Trani (3)                                                                           |
| Toscana        | 3      | Falchi Astro Montecatini (1), Aircargo Agliana (1), Fiorentina (1)                                           |
| Liguria        | 1      | Genova (1)                                                                                                   |
| Sicilia        | 1      | Jolly Componibili Cutispoti Catania (1)                                                                      |
| Campania       | 1      | Campania G.B. (di Giugliano) (1)                                                                             |